# Galenit
Galenit, auch unter seiner bergmännischen Bezeichnung Bleiglanz bekannt, ist ein weit verbreitetes Mineral aus der Mineralklasse der „Sulfide und Sulfosalze“. Es kristallisiert im kubischen Kristallsystem mit der Zusammensetzung PbS, ist also chemisch gesehen Blei(II)-sulfid.
Galenit entwickelt oft Kristalle von vollkommener Würfelform, aber auch oktaedrische, seltener tafelige oder skelettförmige Kristalle und massige Aggregate von bleigrauer Farbe und Strichfarbe. Galenitkristalle zeigen, vor allem an frischen Bruchflächen, einen ausgeprägten Metallglanz. Mineral-Aggregate sind dagegen meist matt. Gelegentlich kommen auch Galenite mit bunten Anlauffarben vor.
Galenit ist das mit Abstand bedeutendste Erzmineral zur Gewinnung von Blei und wegen der oft enthaltenen Beimengung von silberhaltigen Mineralen wie Freibergit und anderen Sulfosalzen auch ein wichtiger Bestandteil von Silbererzen.

## Etymologie und Geschichte
Die lateinische Bezeichnung „Galena“ ist bereits durch den römischen Gelehrten Plinius den Älteren (ca. 23–79 n Chr.) überliefert. Die Verwendung des bergmännischen Wortes „Glanz“ für das Bleierz ist seit dem 16. Jahrhundert belegt, wurde jedoch später zur allgemeinen Sammelbezeichnung für alle metallisch glänzenden, sulfidischen Erze (Kupferglanz, Silberglanz). Abraham Gottlob Werner (1749–1817) prägte zur Unterscheidung den Begriff „Bleiglanz“, daneben kam etwa ab 1850 auch der Begriff „Galenit“ auf.
Galenit gehört zu den ältesten Erzmineralen der Kulturgeschichte zur Gewinnung von Blei. Die bisher ältesten bekannten Bleifunde stammen aus der steinzeitlichen Siedlung Çatalhöyük (Çatal Hüyük), etwa aus der Zeit zwischen 5.500 und 4.800 v. Chr. Auf ein ähnliches Alter wird ein in Yarim Tepe im heutigen Irak gefundener Bleiring geschätzt. Zu den bekanntesten Völkern des Altertums, die Blei produzierten bzw. nutzten, gehörten unter anderem die Babylonier, Ägypter und Römer (siehe auch Blei#Geschichte).
Auch im Antiken Griechenland war Blei bereits bekannt. Die Pb-Ag-Lagerstätten von Laurion dienten jedoch vorwiegend zur Gewinnung von Silber, während das Koppelprodukt Blei meist verworfen wurde.
Da Galenit bereits lange vor der Gründung der International Mineralogical Association (IMA) bekannt und als eigenständige Mineralart anerkannt war, wurde dies von ihrer Commission on New Minerals, Nomenclature and Classification (CNMNC) übernommen und bezeichnet den Galenit als sogenanntes „grandfathered“ (G) Mineral. Die ebenfalls von der IMA/CNMNC anerkannte Kurzbezeichnung (auch Mineral-Symbol) von Galenit lautet „Gn“.

## Klassifikation
Bereits in der veralteten 8. Auflage der Mineralsystematik nach Strunz gehörte der Galenit zur Mineralklasse der „Sulfide und Sulfosalze“ und dort zur Abteilung der „Sulfide mit [dem Stoffmengenverhältnis] M(etall) : S(chwefel) = 1 : 1“ (PbS-Typus und Verwandte), wo er als Namensgeber die „Galenit-Reihe“ mit der System-Nr. II/B.11 und den weiteren Mitgliedern Alabandin, Altait, Clausthalit, Niningerit und Oldhamit bildete.
Im Lapis-Mineralienverzeichnis nach Stefan Weiß, das sich im Aufbau noch nach dieser alten Form der Systematik von Karl Hugo Strunz richtet, erhielt das Mineral die System- und Mineral-Nr. II/C.15-040. In der „Lapis-Systematik“ entspricht dies der Abteilung „Sulfide mit [dem Stoffmengenverhältnis] M : S,Se,Te ≈ 1 : 1“, wo Galenit zusammen mit Alabandin, Altait, Clausthalit, Crerarit, Keilit, Niningerit und Oldhamit die unbenannte Gruppe II/C.15 bildet (Stand 2018).
Die von der International Mineralogical Association (IMA) zuletzt 2009 aktualisierte 9. Auflage der Strunzschen Mineralsystematik ordnet den Galenit ebenfalls in die Abteilung der „Metallsulfide, M : S = 1 : 1 (und ähnliche)“ ein. Diese ist allerdings weiter nach den in der Verbindung vorherrschenden Metallen unterteilt, so dass das Mineral entsprechend seiner Zusammensetzung in der Unterabteilung „mit Zinn (Sn), Blei (Pb), Quecksilber (Hg) usw.“ zu finden ist, wo es ebenfalls namensgebend die „Galenitgruppe“ mit der System-Nr. 2.CD.10 und den weiteren Mitgliedern Alabandin, Altait, Clausthalit, Keilit, Niningerit und Oldhamit bildet.
Auch die vorwiegend im englischen Sprachraum gebräuchliche Systematik der Minerale nach Dana ordnet den Galenit in die Klasse der „Sulfide und Sulfosalze“ und dort in die Abteilung der „Sulfidminerale“ ein. Hier ist er ebenfalls als Namensgeber der „Galenit-Gruppe (isometrisch: Fm3m)“ mit der System-Nr. 02.08.01 und den weiteren Mitgliedern Clausthalit, Altait, Alabandin, Oldhamit, Niningerit, Borovskit, Crerarit und Keilit innerhalb der Unterabteilung der „Sulfide – einschließlich Seleniden und Telluriden – mit der Zusammensetzung AmBnXp, mit (m+n):p=1:1“ zu finden.

## Kristallstruktur

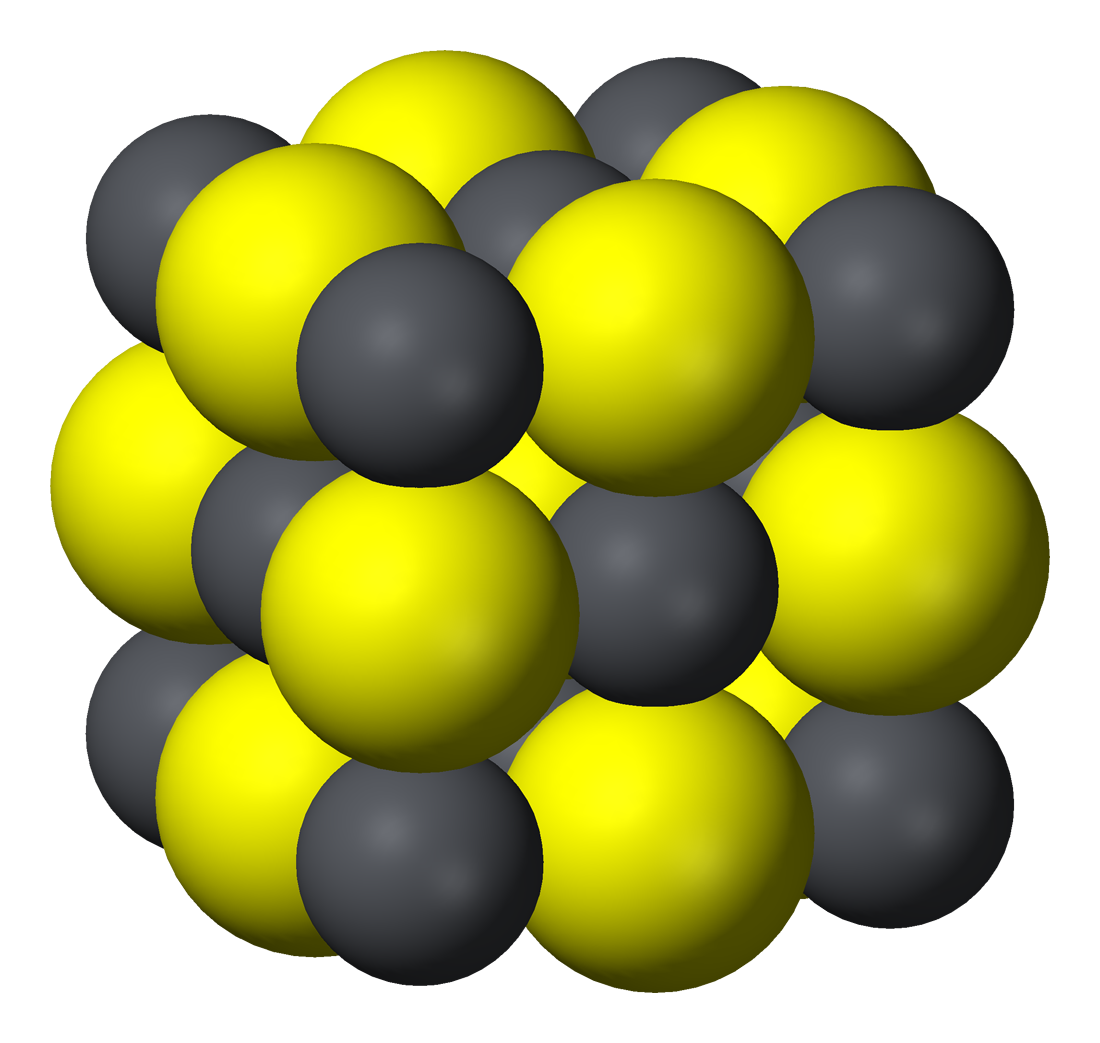
Packung der Blei- und Schwefelatome in Galenit

Galenit kristallisiert isotyp mit Halit (NaCl) im kubischen Kristallsystem in der Raumgruppe Fm3m (Raumgruppen-Nr. 225) mit dem Gitterparameter a = 5,92 bis 5,93 Å sowie vier Formeleinheiten pro Elementarzelle.
Die Kristallstruktur von Galenit (PbS) entspricht der Natriumchlorid-Struktur und besteht demnach aus zwei um eine halbe Elementarzelle verschobenen, kubisch-flächenzentrierten Grundgittern von Blei- und Schwefelatomen. Anders ausgedrückt ist jedes Bleiatom oktaedrisch von sechs Schwefelatomen umgeben (koordiniert) und umgekehrt jedes Schwefelatom von sechs Bleiatomen.
Weitere Minerale dieses Strukturtyps sind Altait (Bleitellurid, PbTe), Clausthalit (Bleiselenid, PbSe) und Alabandin (Mangansulfid, α-MnS).

## Eigenschaften

### Morphologie
Die häufigste beim Galenit beobachtete Kristallform ist der Würfel {100}, meist in Kombination mit dem Oktaeder {111}. Sind Würfel- und Oktaederflächen im Gleichgewicht, wird diese Kombination auch als Kuboktaeder bezeichnet. Untergeordnet findet man mit meist kleinen Flächen noch das Rhombendodekaeder {110}, die Trisoktaederflächen {221} und {331}, ferner Ikositetraederflächen {211} und andere. Sehr selten sind dagegen rein oktaedrische Kristalle.
Die Kristalle sind meist isometrisch, seltener auch skelettartig gewachsen. Traubenförmige, stalaktitische oder blättrig mulmige Aggregate sind selten und zellig zerfressene Kristalle oft Fälschungen.
Häufig sind Kristallzwillinge mit der Oktaederfläche (111) als Zwillingsebene. Diese Zwillinge können parallel zur Zwillingsebene plattig verzerrt sein.
Auch epitaktische Verwachsungen mit Kristallen der eigenen Art (Homoepitaxie) oder anderen Mineralen (Heteroepitaxie) wie beispielsweise Pyrit sind bekannt.

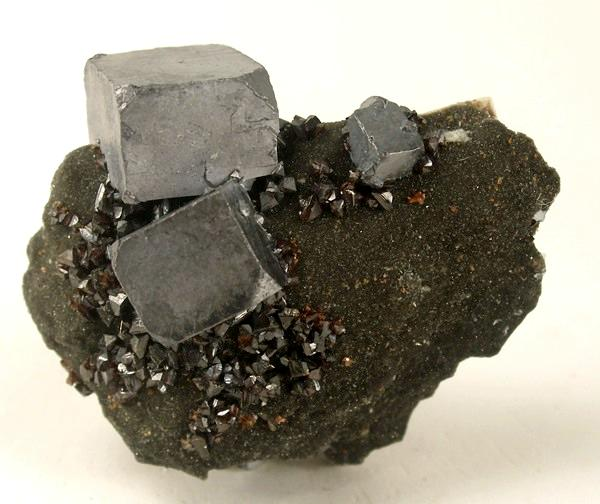
Würfeliger Galenit
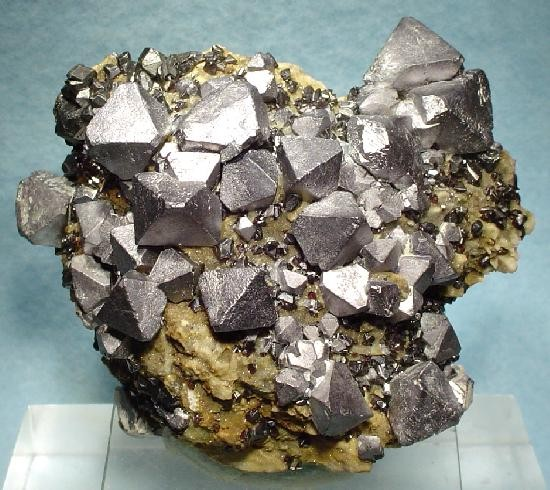
Oktaedrischer Galenit
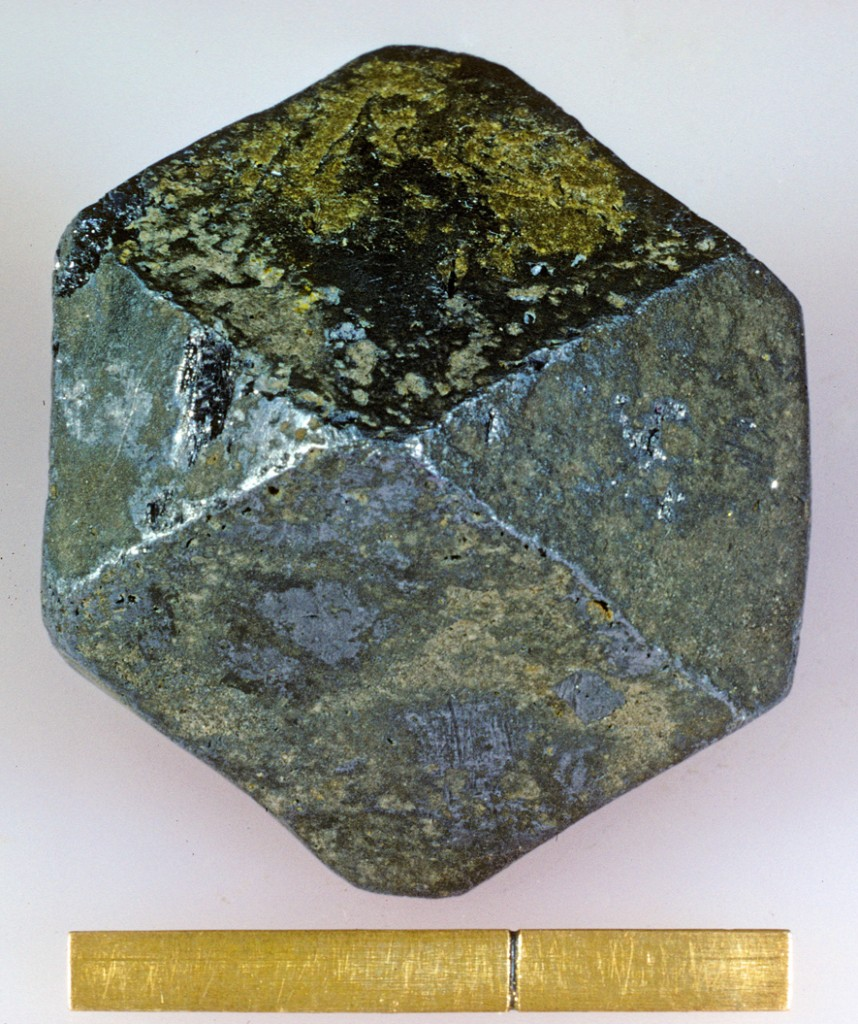
Nahezu perfekter Galenit-Kuboktaeder (Kombination Würfel-Oktaeder), Sichtlinie senkrecht auf eine Ecke (zum Vergleich: Kuboktaeder#Orthogonale Projektion)
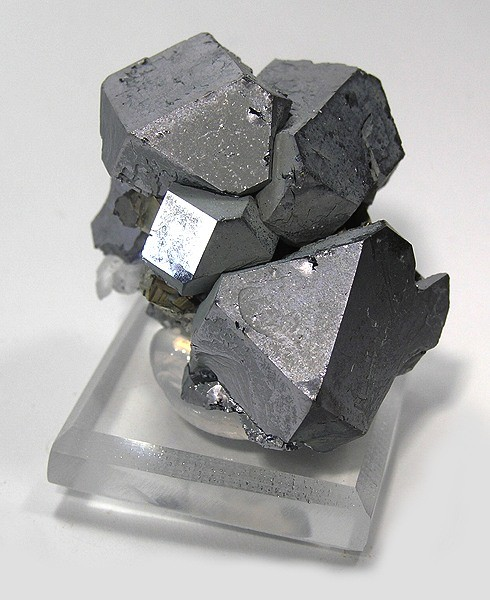
Mehrere leicht verzerrte, miteinander verwachsene Galenit-Kuboktaeder
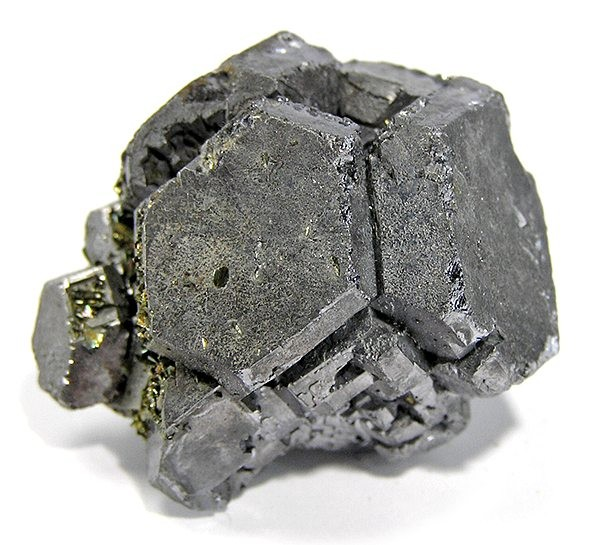
Kristallzwilling, nach der Zwillingsebene (111) tafelig verzerrt
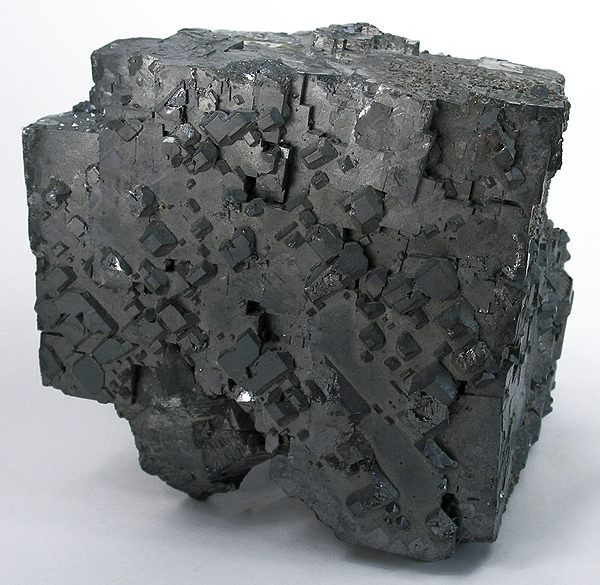
Galenitwürfel mit (homo)epitaktisch aufgewachsenen Galenitkriställchen späterer Generation

### Physikalische Eigenschaften

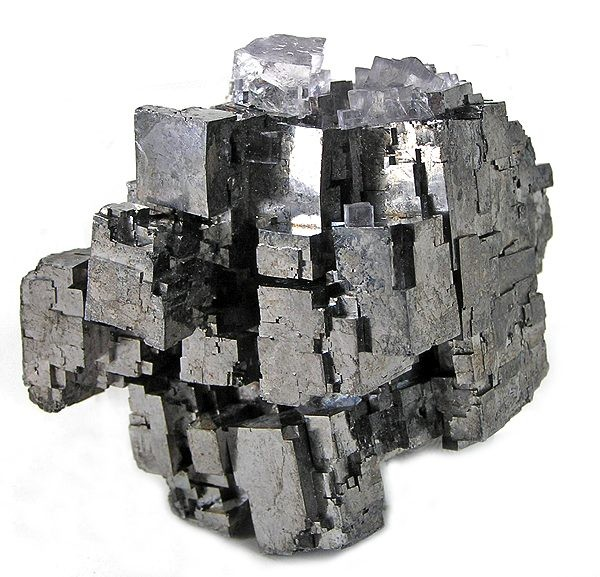
Stark metallisch glänzender Galenit mit Fluorit (farblos, oben aufsitzend) aus der „Elmwood Mine“, Carthage (Smith County (Tennessee)), USA

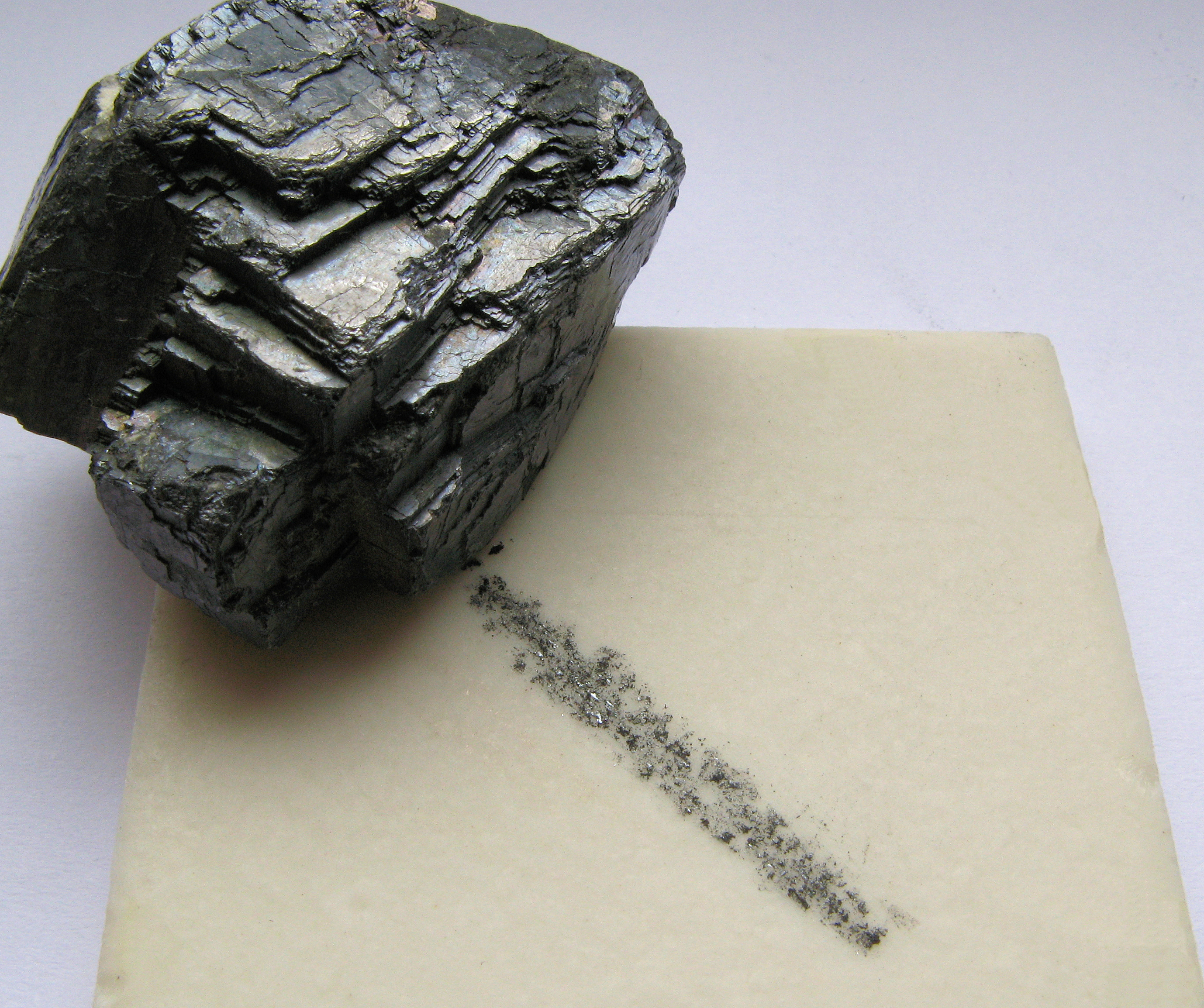
Strichfarbe von Galenit

Üblicherweise ist Galenit von heller bis dunkler, bleigrauer Farbe und ebenfalls bleigrauer Strichfarbe. Auf polierten Flächen zeigt er dagegen eine rein weiße Reflexionsfarbe, die in der Erzmikroskopie als Farbnormale dient.
Typische Eigenschaften von Galenit sind neben seinem für viele Sulfidminerale charakteristischen Metallglanz und der geringen Härte noch die sehr vollkommene Spaltbarkeit nach der Würfelfläche {100} (selten auch nach der Oktaederfläche {111}) und seine hohe – im Vergleich zu den anderen Bleierzen zweithöchste – Dichte von 7,58 g/cm³. Nur der seltener vorkommende und als Selenblei bekannte Clausthalit hat mit 7,8 bis 8,22 g/cm³ eine etwas höhere Dichte. Bei allgemeiner Betrachtung der Bleiminerale hat allerdings das sehr selten vorkommende Bleiamalgam mit 11,96 g/cm³ die höchste Dichte.
Mit einer Mohshärte von 2,5 bis 3 gehört Galenit noch zu den weichen Mineralen, das sich zwar nicht mehr wie das weichere Mineral Gips (Härte 2) mit dem Fingernagel, jedoch leichter als Calcit (Härte 3) mit einer Kupfermünze ritzen lässt.
Der Schmelzpunkt von Galenit (Blei(II)-sulfid) beträgt 1114 °C.

### Chemische Eigenschaften
Vor dem Lötrohr schmilzt Galenit knisternd, bildet auf Kohle einen grünlichgelben Belag und hinterlässt nach Verflüchtigung des Schwefels ein Bleikorn.
In Salpetersäure (HNO3) zersetzt sich Galenit, wobei Schwefel abgeschieden wird und sich ein weißer Niederschlag aus Bleisulfat (PbSO4) bildet.

## Modifikationen und Varietäten

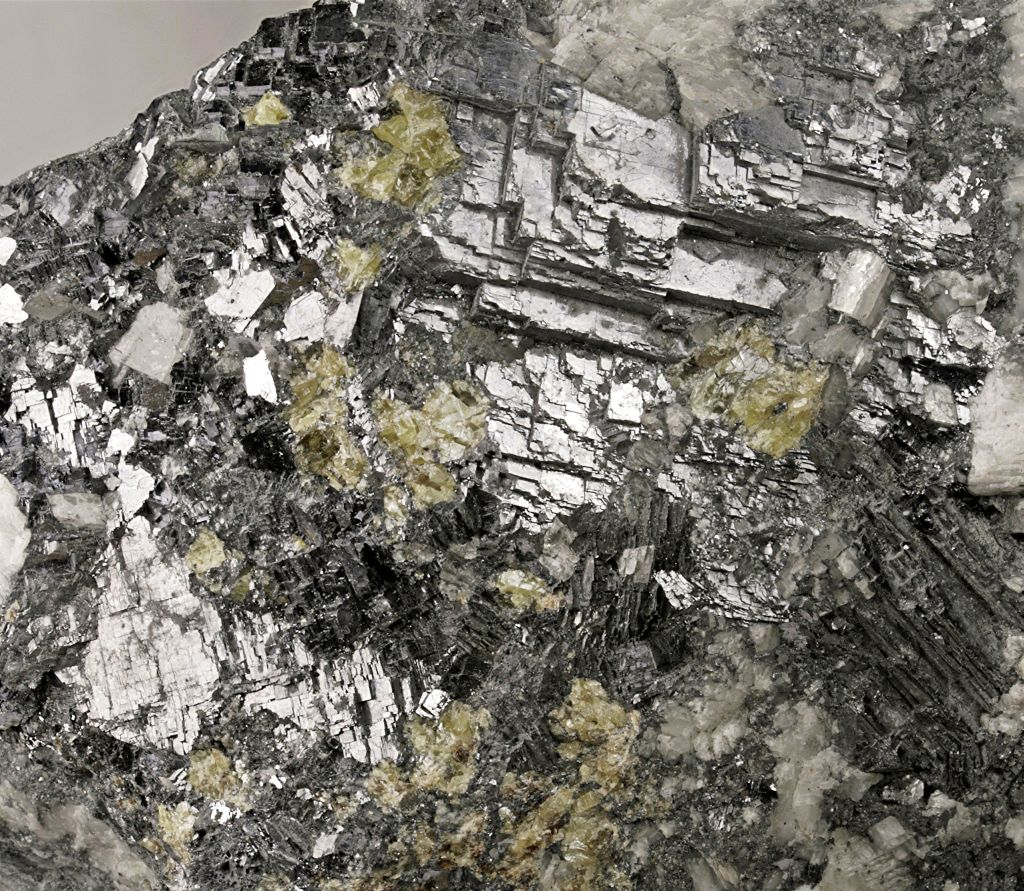
Silberhaltiger Galenit mit gelbem Cleiophan (Varietät von Sphalerit),

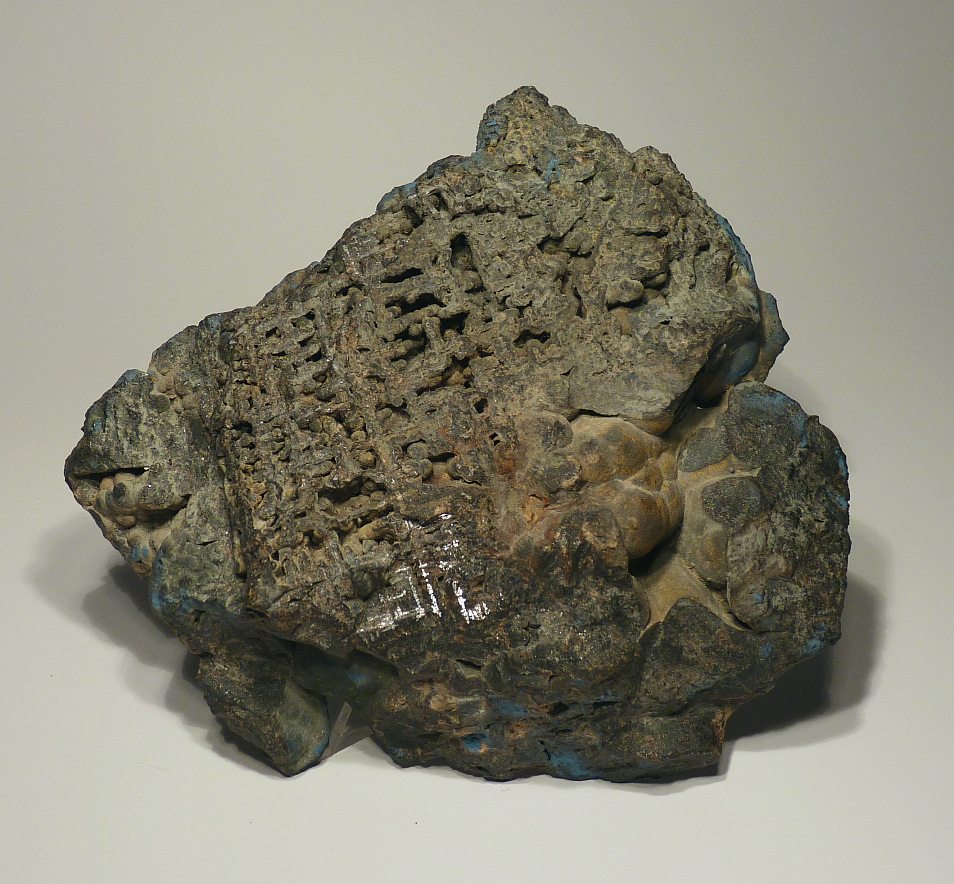
Galenit, Varietät „Strickblende“, verwachsen mit Schalenblende aus der Grube Schmalgraf, Kelmis, Provinz Lüttich, Belgien

Galenit hat in reiner Form einen Massenanteil von 86,6 % Blei und 13,4 % Schwefel, der jedoch nur bei synthetisch erzeugtem Bleisulfid erreicht wird. Natürlich entstandener Galenit enthält immer Fremdbeimengungen anderer Elemente, die entweder geringe Anteile des Bleis oder Schwefels diadoch ersetzen. Von diesen einfachen, chemischen Varietäten sind vor allem solche mit Beimengungen an Silber, Gold, Bismut und/oder Selen bekannt. Meist erhalten solche Varietäten keinen Eigennamen oder werden nur mit dem Zusatz des enthaltenen Elements versehen (Beispiel „silberhaltiger Galenit“ oder „Silber-Galenit“). „Uran-Galenit“ (kurz „U-Galenit“) enthält dagegen das Blei-Isotop 206Pb, das beim Zerfall des Uran-Isotops 238U entsteht. Eine weitere Varietät, bei der ein Teil des Schwefels durch Selen ersetzt ist, wird auch als „Selenbleierz“ bezeichnet. Als weitere, meist nur in Spuren enthaltene, Beimengungen können unter anderem noch Kupfer (Cu), Eisen (Fe), Antimon (Sb), Zink (Zn) und Arsen (As) sowie Cadmium (Cd), Zinn (Sn) und Kohlenstoff (C) hinzutreten und sind meist auf feinste Verwachsungen oder Entmischungen anderer Mineralphasen zurückzuführen.
„Steinmannit“ wurde zunächst für ein eigenständiges Mineral gehalten und 1833 von Franz Xaver Zippe als neues Mineral aus den Bleibergwerken bei Příbram (Tschechien) beschrieben, das aus bleigrauen, traubigen bis nierenförmigen Aggregaten mit kleinen und deutlich oktaedrisch ausgebildeten, aufsitzenden Kristallen desselben Minerals bestand. Auffällig erschien Zippe vor allem die im Gegensatz zum Bleiglanz nur schwach vorhandene Spaltbarkeit. Daneben hatte das Mineral auch eine geringere Dichte (6,833 g/cm³). Die anderen Eigenschaften (Kristallsystem, Farbe, Strichfarbe, Mohshärte) glichen jedoch dem Bleiglanz. Zippe gab als Zusammensetzung Blei, Antimon und Schwefel in Form von Bleischwefel (Galenit) und Antimonschwefel (Stibnit, Antimonit) im ungefähren Verhältnis von 3 : 1 sowie einen geringen Anteil an Silber an, konnte jedoch aufgrund fehlender Geräte keine genauere Analyse vornehmen. Er benannte das neue Mineral nach dem Professor der Chemie am polytechnischen Institut Prag Johann Joseph Steinmann (1779–1833).
In nachfolgenden Mineralogischen Tabellen wird Steinmannit nicht mehr als eigenständige Mineralart betrachtet, sondern als Varietät von Bleiglanz. So führt unter anderem Sigmund Caspar Fischer in seinem „Handbuch der Mineralogie“ von 1840 neben verschiedenen Formvarietäten auch einen sogenannten Steinmannit (auch oktaedrischer Bleiglanz) aus Příbram in Böhmen, und Paul Heinrich von Groth hält 1898 in seiner „Tabellarische Übersicht der Mineralien nach ihren krystallographisch-chemischen Beziehungen geordnet“ in seiner Anmerkung zum Galenit (Bleiglanz) fest, dass Steinmannit ein antimon- und arsenhaltiger Galenit ist. Kenngott (1818–1897), Reuss (1761–1830) und Schwarz betrachteten den Steinmannit dagegen als unreines Gemenge aus Bleiglanz, Schwefelzink (Sphalerit) und Schwefelarsen (Realgar).
Als Bleischweif (ein bereits in der Frühen Neuzeit verwendeter Begriff) werden durch tektonische Vorgänge stark plastisch verformte, ausgewalzte und feinkörnige bis derbe Galenit-Aggregate bezeichnet. Ein spezieller Bleischweif mit hohem Silbergehalt und entsprechend hellerer Farbe war nach Fischer als „Weißgiltigerz“ bekannt. Anderen Quellen zufolge sind die Weißgiltigerze (auch Weißgültigerz oder Weißgülden) eine nicht mehr gebräuchliche Bezeichnung für graue Silbererze, die Analog zu den Rotgültigerzen entstanden und ebenso wie diese in dunkle und lichte Weißgültigerze unterteilt wurden.
„Bleimulm“, auch mulmiger Bleiglanz oder Bleischwärze, ist eine schuppige Varietät mit wenig innerem Zusammenhalt (leicht zerreiblich), die von Fischer als Zerstörungsprodukt angesehen wurde.
„Knottenerz“ (auch Knotenerz oder Blei-Sanderz) ist eine innige Verwachsung aus Sandstein, Galenit und anderen Bleierzen, das unter anderem am Bleiberg in der Eifel gefunden wurde.
Als „Strickblende“ (auch gestrickter Bleiglanz) wird eine wie „gestrickt“ aussehende Verwachsung von dendritisch ausgebildetem Galenit mit Schalenblende, Sphalerit und/oder Silberglanz (Akanthit) bezeichnet.
Als „Quiroguit“ wird nach Groth ein Gemenge aus Galenit, Antimonit und Pyrit mit sehr verzerrten Kristallen und als „Cuproplumbit“ (auch Kupferbleiglanz) ein Gemenge aus PbS (Galenit) und Cu2S (Chalkosin) mit überwiegendem Galenitanteil bezeichnet. Auch die in derben Aggregaten vorkommenden Minerale „Fournetit“, „Huascolith“ und „Plumbomanganit“ hält er für Gemenge aus Galenit mit anderen Erzen.
Ein weiteres, als „Schalenblende“ bekanntes, Gemenge besteht aus Sphalerit und Wurtzit sowie Beimengungen an Galenit und anderen Bleisulfiden.
Als „Blaubleierz“ (englisch Plumbeine) wird eine Pseudomorphose von Galenit nach Pyromorphit bezeichnet. Daneben sind aber auch weitere Pseudomorphosen wie beispielsweise nach Cerussit bekannt.

## Bildung und Fundorte

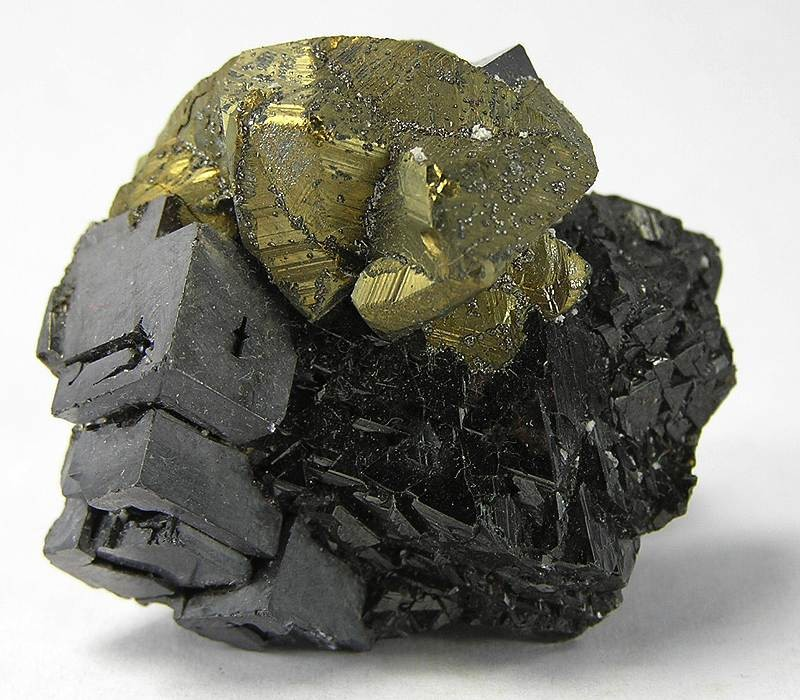
Typische Paragenese von Galenit (grau, links), Sphalerit (schwarz, rechts) und Chalkopyrit (goldfarben, oben) aus dem „Huaron Mining District“ bei Cerro de Pasco, Peru

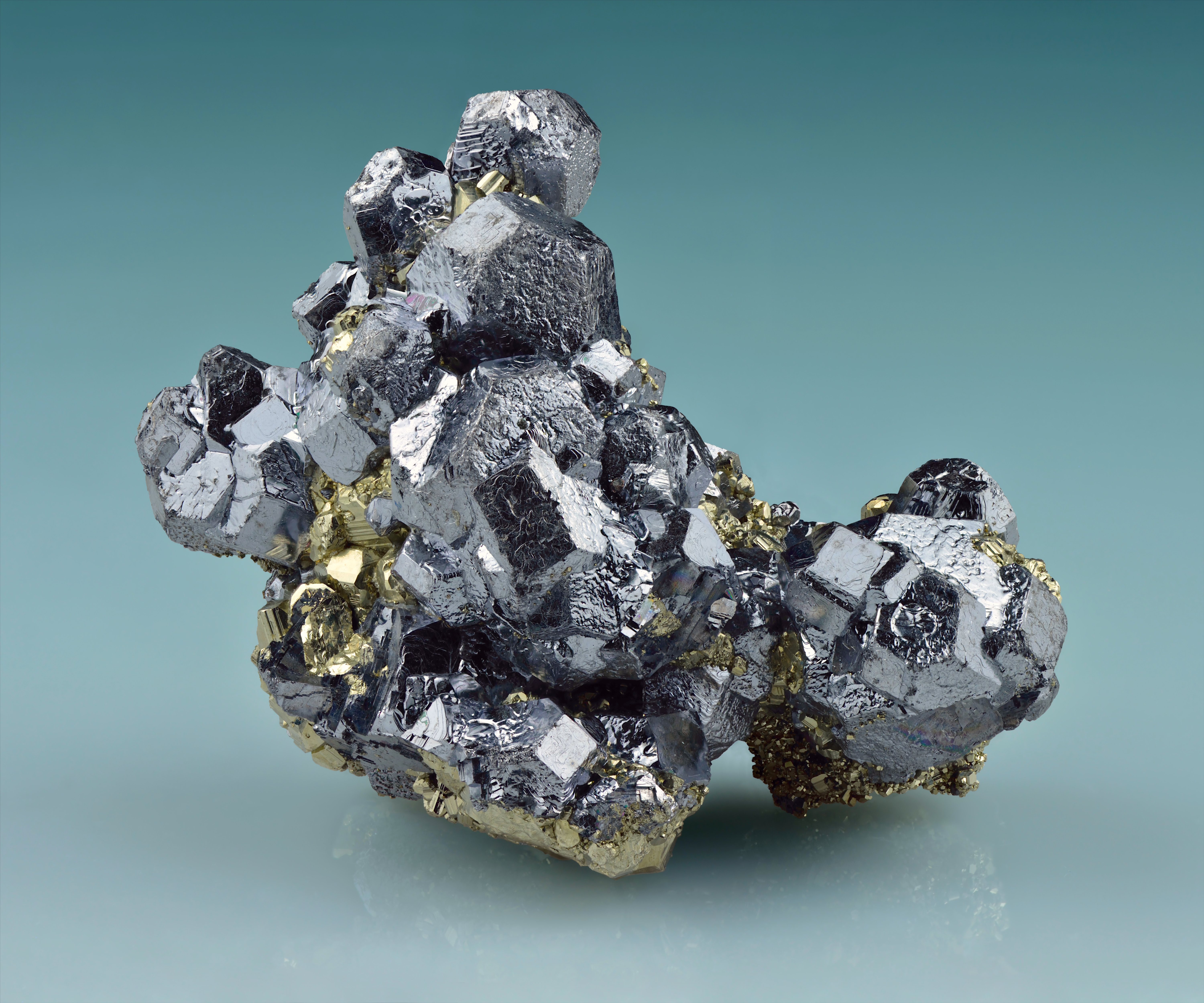
Hochglänzender, silbriger Galenit mit goldfarbem Pyrit aus der Huanzala-Mine, Distrikt Huallanca (Bolognesi), Peru

Obwohl Galenit ein sogenanntes „Durchläufer-Mineral“ ist, das sich von orthomagmatischen bis niedrig temperierten hydrothermalen Erzlagerstätten bildet, sind die weitaus meisten Lagerstätten hydrothermaler Natur. Die weltweiten Hauptlieferanten von Galenit sind Magmatisch-hydrothermale Lagerstätten, Massivsulfid-Lagerstätten in vulkanischen Gesteinen (VHMS) und durch hydrothermale Beckenfluide gebildete Lagerstätten wie beispielsweise solche vom Mississippi-Valley-Typ in Kalk- und Dolomitgesteinen.
Häufig findet sich Galenit in Paragenese mit Sphalerit und Chalkopyrit. Er kann jedoch entsprechend seiner Bildungsmöglichkeiten auch mit vielen weiteren Mineralen wie unter anderem Baryt, Calcit, Dolomit, Markasit, Pyrit, Siderit, Tetraedrit und Quarz vergesellschaftet sein. Durch Verwitterung in der Oxidationszone der Bleilagerstätten geht Galenit allmählich in die Minerale Cerussit (Weißbleierz), Anglesit (Bleivitriol), Pyromorphit (Grün- bzw. Braunbleierz), Mimetesit (Arsenikbleispath) und andere sekundäre Bleiminerale über.
Als weit verbreitete Mineralbildung konnte Galenit an vielen Orten weltweit nachgewiesen werden, wobei bisher (Stand 2021) rund 27.400 Fundorte als bekannt gelten. Zu den sieben bedeutendsten Fördernationen für Bleierz gehörten 2019 die Volksrepublik China (1,93 Millionen Tonnen Blei-Metall), Australien (509.198 Tonnen), Peru (308.116 Tonnen), die USA (266.000 Tonnen), Mexiko (259.457 Tonnen), Russland (220.000 Tonnen) und Indien (203.210 Tonnen).

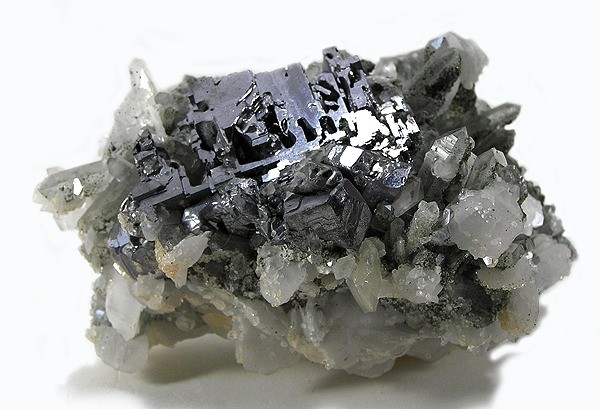
Skelettförmiger Galenit auf Quarz aus Dalnegorsk, Russland

Bekannt aufgrund außergewöhnlicher Galenitfunde sind unter anderem Joplin und Ellington (Sweetwater Mine) in Missouri, Galena in Kansas und Picher in Oklahoma in den USA, wo Galenitkristalle von mehreren Dutzend Zentimetern Durchmesser zutage traten. Skelettförmige Kristalle und Zwillinge nach dem Spinell-Gesetz mit einem Durchmesser von bis zu 20 cm fand man in der „Nikolaevskiy Mine“ (Nikolai-Mine) bei Dalnegorsk in Russland. Skelettförmige Galenitkristalle, die denen von synthetisch erzeugtem Bismut ähnlich sehen, kennt man auch aus brennenden Kohlehalden wie unter anderem der „Grube Kateřina“ bei Radvanice v Čechách in Tschechien.
Einer der größten bekannten Galenitkristalle mit würfelförmigen Habitus, einer Kantenlänge von 25 cm und einem Gewicht von 118 kg wird im British Museum in London aufbewahrt. Zutage gefördert wurde er in der „Great Laxey Mine“ auf der Isle of Man.
Bedeutende Fundgebiete in Deutschland sind bzw. waren unter anderem der Freiberger Gangbezirk im sächsischen Erzgebirge mit einer Ausdehnung von 40 × 50 km, die hydrothermalen Erzgänge bei Clausthal-Zellerfeld, Bad Grund und Sankt Andreasberg im Oberharz sowie Neudorf im Ostharz; das synsedimentär-exhalativ-submarine Erzlager im Rammelsberg bei Goslar, die triassischen Sedimente bei Mechernich und Maubach in Nordrhein-Westfalen, sowie Wiesloch südlich von Heidelberg und Walhausen im Saarland.
In Österreich trat Galenit unter anderem in den Bezirken Bad Bleiberg und Friesach-Hüttenberg in Kärnten; in verschiedenen Gruben im Industrie-, Most- und Waldviertel Niederösterreichs; an vielen Orten in den Hohen Tauern und im Habachtal in Salzburg; an mehreren Orten in den Fischbacher Alpen, im Bezirk Murau und im Gebiet um Bruck an der Mur in der Steiermark; im Inntal und im Bergbaurevier Imst-Nassereith (siehe auch Bergbau-Freilichtmuseum Knappenwelt Gurgltal). In Oberösterreich findet sich Galenit an einigen Orten im Bezirk Gmunden und der Gemeinde Windischgarsten im Bezirk Kirchdorf in Oberösterreich sowie an einigen Stellen im Montafon-Tal in Vorarlberg auf.
In der Schweiz kennt man das Mineral bisher vor allem aus den Kantonen Bern (Haslital), Graubünden (Albulatal, Val S-charl, Val Poschiavo), Tessin (Malcantone), Uri (Reusstal) und Wallis (Binntal, Val d’Anniviers).
Weitere Fundorte liegen unter anderem in Afghanistan, Algerien, Angola, der Antarktis, Argentinien, Armenien, Aserbaidschan, Belgien, Botswana, Brasilien, Bulgarien, Chile, Ecuador, Finnland, Frankreich, Ghana, Griechenland, Grönland, Indien, Indonesien, Iran, Irland, Italien, Japan, Kambodscha, Kanada, Kasachstan, Kirgisistan, Kolumbien, Madagaskar, Marokko, Mongolei, Myanmar, Namibia, Niederlande, Neuseeland, Norwegen, Papua-Neuguinea, die Philippinen, Polen, Portugal, Rumänien, Saudi-Arabien, Schweden, Slowakei, Spanien, Südafrika, Tschechien, Tunesien, Türkei, Ungarn, Venezuela, Vietnam, dem Vereinigten Königreich (England, Schottland, Wales).
Auch in Mineralproben aus dem Hydrothermalfeld der transatlantischen Geotraverse (Trans-Atlantic Geotraverse hydrothermal field, TAG) am Mittelatlantischen Rücken sowie vom Manus-Becken der Bismarcksee und von mehreren Stellen am Ostpazifischen Rücken (EPR 9–10° N, Guaymas-Becken, Juan-de-Fuca-Rücken) konnte Galenit nachgewiesen werden.

## Verwendung

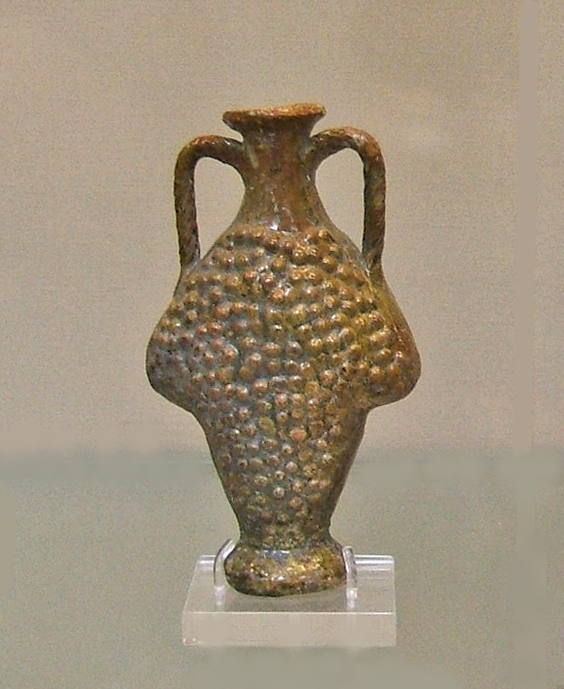
Bleiglasierte Keramikflasche aus Syrien in Form einer Weintraube (1. Jh.n.Chr.)

### Als Rohstoff
Galenit ist aufgrund seines hohen Bleigehalts von bis zu 87 % und seiner weiten Verbreitung das wichtigste Bleierz. Die aus ihm entstandenen Sekundärminerale Cerussit, Pyromorphit, Anglesit und Mimetesit haben zwar einen ähnlich hohen Bleigehalt, kommen im Gegensatz zu Galenit aber viel seltener vor. Wegen seiner häufigen Beimengungen an Silber, das mehrere Gewichtsprozent ausmachen kann, durchschnittlich aber nur zwischen 0,005 und 0,4 % beträgt, ist Galenit zusätzlich auch ein wichtiges Silbererz. Das enthaltene Silber wird nach dem Rösten und Reduzieren mithilfe des Parkes-Verfahrens (auch Parkesieren) vom Rohblei abgetrennt.
Aufgrund seiner relativ einfachen Gewinnung und seines niedrigen Schmelzpunktes (≈ 327 °C) wurde Blei schon früh zur Herstellung verschiedener Gebrauchsgegenstände genutzt. Bekannt sind vor allem die Bleivasen der Babylonier sowie Bleirohre zur Frisch- und Abwasserführung und Bleibleche zur Verkleidung von Hausdächern und Schiffsrümpfen bei den Römern. Auch die negativen Folgen unter anderem aufgrund der Nutzung von Blei für Weingefäße, was zur Bildung von Bleizucker führte und den Wein süßer machte, waren bereits in der Antike bekannt und über die lateinische Bezeichnung „Saturnismus“ für Bleivergiftung überliefert.
Zur Nutzung von Blei in der Neuzeit siehe Blei#Verwendung.

### Weitere Verwendungen
Schon im Alten Reich Ägyptens wurde der silbergraue Bleiglanz in der Kosmetik neben dem grünen Malachit vor allem zur Betonung der Augen benutzt. Durch Hitzebehandlung im Feuer ließ sich fein zerstoßener Bleiglanz zudem in ein rötliches Pigment (Bleimennige) umwandeln und als Rouge für Lippen und Wangen verwenden. Vornehme Griechinnen hellten Gesicht und Haut mit Bleiweiß auf, das zunächst aus elementarem Blei hergestellt werden musste.
Aufgrund seiner Eigenschaft als Halbleiter wurde Galenit bzw. Blei(II)-sulfid in der frühen Funktechnik in Detektorempfängern als Gleichrichter (Demodulator) verwendet. Daneben diente das Mineral auch zur Herstellung von korrosionsbeständigen Glasuren bei verschiedenen Keramikprodukten sowie zur Verminderung der Selbstentzündlichkeit des in alten Streichhölzern des 19. Jahrhunderts enthaltenen weißen Phosphors.

## Manipulationen und Imitationen

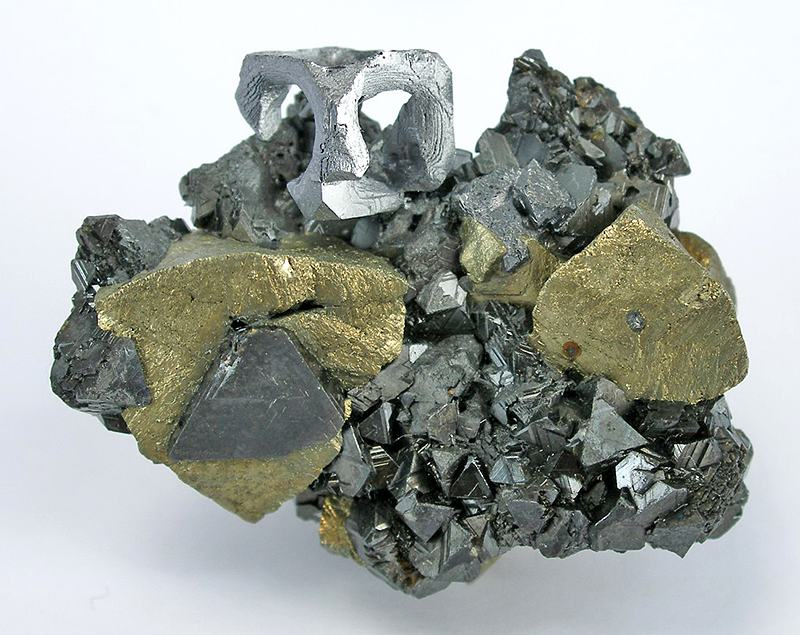
Teilweise weggelöster Galenit mit goldfarbenem Chalkopyrit und bleigrauem Sphalerit aus der Grube „19. September“ bei Madan (Bulgarien)

Da Galenit kein selten auftretendes Mineral ist und zudem auch häufig schöne Kristallstufen aufzufinden sind, sind Fälschungen nur in wenigen Fällen anzutreffen. Bekannte Ausnahmen sind Fälschungen von teilweise weggelösten Kristallen, da diese in der Natur sehr selten sind und deshalb im Mineralienhandel Höchstpreise erzielen. Die Unterscheidung zu natürlich teilweise weggelösten Kristallen ist schwierig und kann im Zweifelsfall nur durch eine elektronenmikroskopische Untersuchung der Oberflächen auf Bearbeitungsspuren oder Rückstände von Schleif- bzw. Poliermitteln erfolgen.